# Riese und Müller
Die Riese und Müller GmbH (Marke: RIESE & MÜLLER) ist ein deutscher Fahrradhersteller, spezialisiert auf E-Bikes, Cargo-Bikes und Falträder, mit Sitz und Produktionsstätte in Mühltal. Das Unternehmen wurde 1993 von Markus Riese und Heiko Müller als Garagenfirma gegründet. Stand 2017 vertreibt Riese und Müller weltweit 30.000 Fahrräder jährlich.

## Struktur
Am Unternehmenssitz in Mühltal findet die Entwicklung, Montage und Auslieferung aller Fahrräder für den weltweiten Markt statt. Gebaut werden die Rahmen und Gabeln u. a. von Pacific Cycles in Taiwan. Riese und Müller vertreibt seine Räder ausschließlich über den Einzelhandel. Bis Frühjahr 2019 war der Sitz von Riese und Müller in Weiterstadt, die neue Zentrale in Mühltal wurde im Mai 2019 eröffnet.

## Geschichte
Das erste Fahrradmodell auf dem Markt war das vollgefederte Faltrad Birdy, für dessen Prototyp die Hersteller 1993 den „Hessischen Innovationspreis“ der „Mittelständischen Beteiligungsgesellschaft“ in Wiesbaden bekamen. Produziert wurde das Rad von der taiwanesischen Manufaktur Pacific Cycles, nachdem das Rad dem Firmengründer Georg Lin auf der Eurobike aufgefallen war. Das Birdy wurde stark nachgefragt und wird heute weltweit in mehr als 30 Ländern verkauft.
Auf der Grundlage dieses ersten Erfolges weitete die Firma ihre Modellpalette aus. Inspiriert vom Mountainbike-Boom der 1990er-Jahre entstand 1997 die erste vollgefederte Komfortrad-Serie mit den Modellen „Avenue“, „Culture“ und ein Jahr später dem „Delite“. Die Vollfederung wird von Riese und Müller unter dem Namen Control Technology vertrieben.
Ab dem Modelljahr 2009 baute Riese und Müller erstmals mit Elektromotoren unterstützte Fahrräder, welche damals unter dem Ausstattungsnamen hybrid vertrieben wurden. Seit 2012 liegt der Unternehmensschwerpunkt auf E-Bikes (Pedelecs), Cargo-Bikes und Falträdern. Das Faltrad Birdy ist heute das einzige Fahrrad von Riese und Müller ohne Elektromotor.
Riese und Müller verwendet in fast allen Modellen Mittelmotoren der Marke Bosch. Seit 2022 wird in den UBN-Modellen das Antriebssystem Ride 60 von Fazua eingesetzt. 2016 wurde die Zweitmarke blueLABEL, welche E-Bikes ohne die Control Technology Vollfederung vertrieben hat, in die Kernmarke Riese und Müller integriert.

## Modelle
Riese und Müller bietet E-Bikes sowohl als Pedelec (Tretunterstützung bis 25 km/h) als auch als S-Pedelec (Tretunterstützung bis 45 km/h) in zahlreichen Modell- und Schaltungsvarianten an. Bei den S-Pedelecs wird die Modellbezeichnung um das Kürzel „HS“ ergänzt. Modelle mit Kettenschaltung tragen den Namen „touring“, mit Enviolo 380-Nabenschaltung „vario“. Mit Rohloff-Nabenschaltung tragen die Modelle den Namenszusatz „rohloff“.
Die Produktpalette reicht von sportlichen Mountainbikes bis zu bequemen Alltagsrädern. Viele Modelle verfügen über eine Vollfederung.
Die Firma baut auch Lastenräder mit E-Unterstützung. Die Ladeflächen können variabel mit Seitenwänden, Boxen, Boxen mit Kindersitzen und weiterem Zubehör ausgestattet werden. Die Tretunterstützung mittels Bosch-Motoren erfolgt auch hier bei den Basismodellen bis 25 km/h und bei den HS-Modellen bis 45 km/h.
Das Faltrad „Birdy“ hat eine spezielle Faltmechanik. Die Federungsdrehachsen dienen zugleich als Achsen zum Falten. Sein Rahmen aus Alu wurde zweimal umgestaltet, seit etwa 2005 ist das zentrale Rohr aus Blech frei geformt („Monocoque“).
Als Extra biete Riese & Müller in vielen Modellen einen sogenannten „RX Chip“. Damit ist das Fahrrad mit einem GPS-Sender ausgestattet und lässt sich bei Bedarf über eine eigene Smartphone-App orten. Sofern in der App aktiviert, erhält der Nutzer eine Nachricht, sobald das Rad bewegt wird.

### Modellübersicht (Stand 2022)
| Modell                   | Kategorie                   | Federung                            | Besonderheit                                 |
| ------------------------ | --------------------------- | ----------------------------------- | -------------------------------------------- |
| Superdelite              | Pedelec                     | Vollfederung                        | Dual-Batterie-System                         |
| Superdelite mountain     | Pedelec                     | Vollfederung                        | Dual-Batterie-System                         |
| Delite                   | Pedelec                     | Vollfederung                        |                                              |
| Delite mountain          | Pedelec                     | Vollfederung                        |                                              |
| Homage                   | Pedelec                     | Vollfederung                        |                                              |
| Supercharger             | Pedelec                     | Federgabel, Federsattelstütze       | Dual-Batterie-System                         |
| Charger4                 | Pedelec                     | Federgabel, Federsattelstütze       |                                              |
| Charger4 Mixte           | Pedelec                     | Federgabel, Federsattelstütze       |                                              |
| Nevo                     | Pedelec                     | Federgabel, Federsattelstütze       |                                              |
| Cruiser                  | Pedelec                     | Federgabel, Federsattelstütze       |                                              |
| Cruiser Mixte            | Pedelec                     | Federgabel, Federsattelstütze       |                                              |
| Swing                    | Pedelec                     | Federgabel, Federsattelstütze       |                                              |
| Roadster                 | Pedelec                     | Federgabel                          |                                              |
| Roadster Mixte           | Pedelec                     | Federgabel                          |                                              |
| UBN Five                 | Pedelec                     | keine Federung, optional Federgabel | Antriebssystem Ride 60 von Fazua             |
| UBN Seven                | Pedelec                     | keine Federung, optional Federgabel | Antriebssystem Ride 60 von Fazua             |
| Tinker2                  | Pedelec 20"                 | Federgabel                          |                                              |
| Multitinker              | E-Cargo-Pedelec             | Federgabel                          |                                              |
| Multicharger             | E-Cargo-Pedelec             | Federgabel, Federsattelstütze       |                                              |
| Multicharger Mixte       | E-Cargo-Pedelec             | Federgabel, Federsattelstütze       |                                              |
| Load 60/75               | E-Cargo-Pedelec             | Vollfederung                        |                                              |
| Load4 60/75              | E-Cargo-Pedelec             | Vollfederung                        |                                              |
| Transporter 65/85        | E-Cargo-Pedelec             | Federgabel                          |                                              |
| Birdy                    | Faltrad 18"                 | Vollfederung                        | einziges nicht E-Bike                        |
|                          |                             |                                     |                                              |
| Nicht mehr in Produktion |                             |                                     |                                              |
| Culture GT               | Pedelec                     | Vollfederung                        | Produktion eingestellt                       |
| Culture                  | Pedelec                     | Vollfederung                        | Produktion eingestellt                       |
| Supercharger2            | Pedelec                     | Federgabel                          | Dual-Batterie-System, Produktion eingestellt |
| Charger3                 | Pedelec                     | Federgabel                          | Produktion eingestellt                       |
| Charger3 Mixte           | Pedelec                     | Federgabel                          | Produktion eingestellt                       |
| Charger                  | Pedelec                     | Federgabel                          | Produktion eingestellt                       |
| Nevo3                    | Pedelec                     | Federgabel                          | Produktion eingestellt                       |
| Nevo GT                  | Pedelec                     | Federgabel                          | Produktion eingestellt                       |
| Packster 40/60/80        | E-Cargo-Pedelec             | Federgabel                          | Produktion eingestellt                       |
| Tinker                   | Pedelec 20"                 | Federgabel                          | Produktion eingestellt                       |
| Frog (grün)              | Faltrad 12" (203 mm) (2003) | Vollfederung                        | Produktion eingestellt                       |
| Frog (magenta)           | Faltrad 16" (2010)          | keine Federung, Monocoque           | Produktion eingestellt                       |

## Ältere Modelle der Marke Riese und Müller
- Equinox – rückenschonendes Sesselrad[15]
- Gemini – Lastenrad mit vorne integriertem Kindersitz
- Wave – Tiefeinsteiger der früheren Zweitmarke blueLABEL
- Frog – sehr kompaktes Faltrad nach dem Faltprinzip des Birdy, aber mit kleineren Laufrädern[16]
- Avenue – vollgefedertes E-Hollandrad[17]
- Kendu – vollgefedertes E-Bike mit den Vorzügen eines Faltrades
- Load – E-Cargo-Bike, mit Erscheinen des Load 75 umbenannt in Load 60 (technisch unverändert)

## Auszeichnungen
- 1993: Hessischer Innovationspreis für das Faltrad Birdy
- 1997: 2. Platz beim European Design Contest für das Modell Culture
- 1999: iF Product Design Award für das Modell Delite
- 1999: Sieger ADAC-Wettbewerb mit Stadtrad Avenue
- 2006: iF Product Design Award für das Birdy
- 2008: Eurobike Green Award für das Jetstream
- 2009: Extra Energy Award für das Delite hybrid 500 HS
- 2010: Testsieg im ersten ADAC-Pedelec-Test 2010 für das Jetstream
- 2010: Nominierung des Jetstreams für den Designpreis Deutschland 2010
- 2011: Eurobike Award für das Culture[18]
- 2012: Eurobike Award für das Kendu[19]
- 2013: Eurobike Gold Award für das Charger naked nuvinci
- 2013: iF Product Design Award für das Load
- 2013: Extra Energy Award (Familien-Pedelec) für das Kendu nuvinci
- 2014: Red Dot Design Award für das Charger naked nuvinci
- 2014: Deutscher Designer Club, Wettbewerb Gute Gestaltung, Award für Delite super mountain
- 2014: Extra Energy Award (Lifestyle-Pedelec) für das Pony touring HS
- 2015: Eurobike Award für das Charger GX rohloff[20]
- 2016: Cosmobike Best Bike Adventure Product für das Delite[21]
- 2016: Eurobike E-Bikes & Pedelecs Award für das Delite GT touring[22]
- 2017: Design & Innovation Award für das Delite mountain[23]
- 2017: Design & Innovation Award für das Packster nuvinci[24]

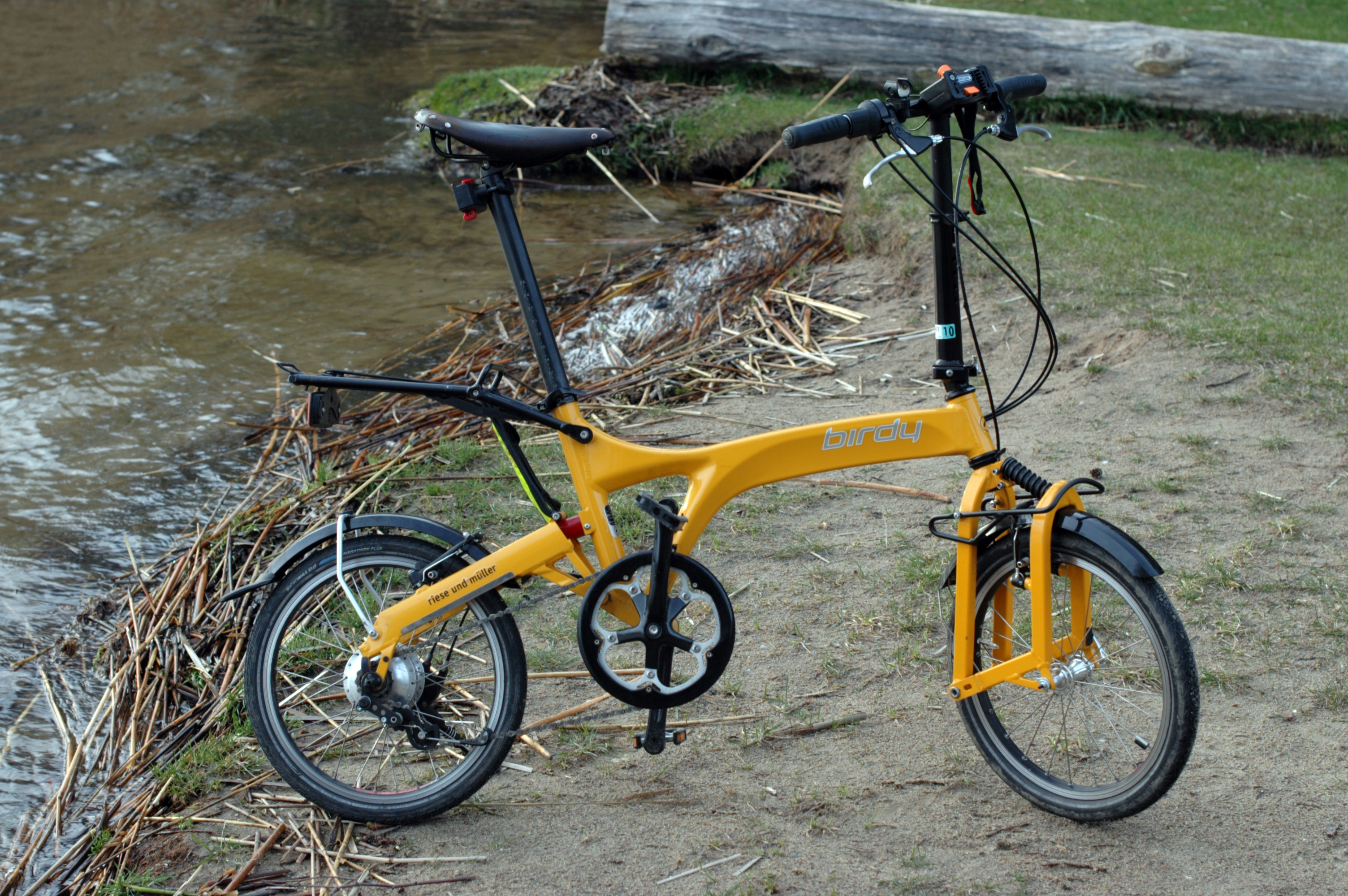
Birdy
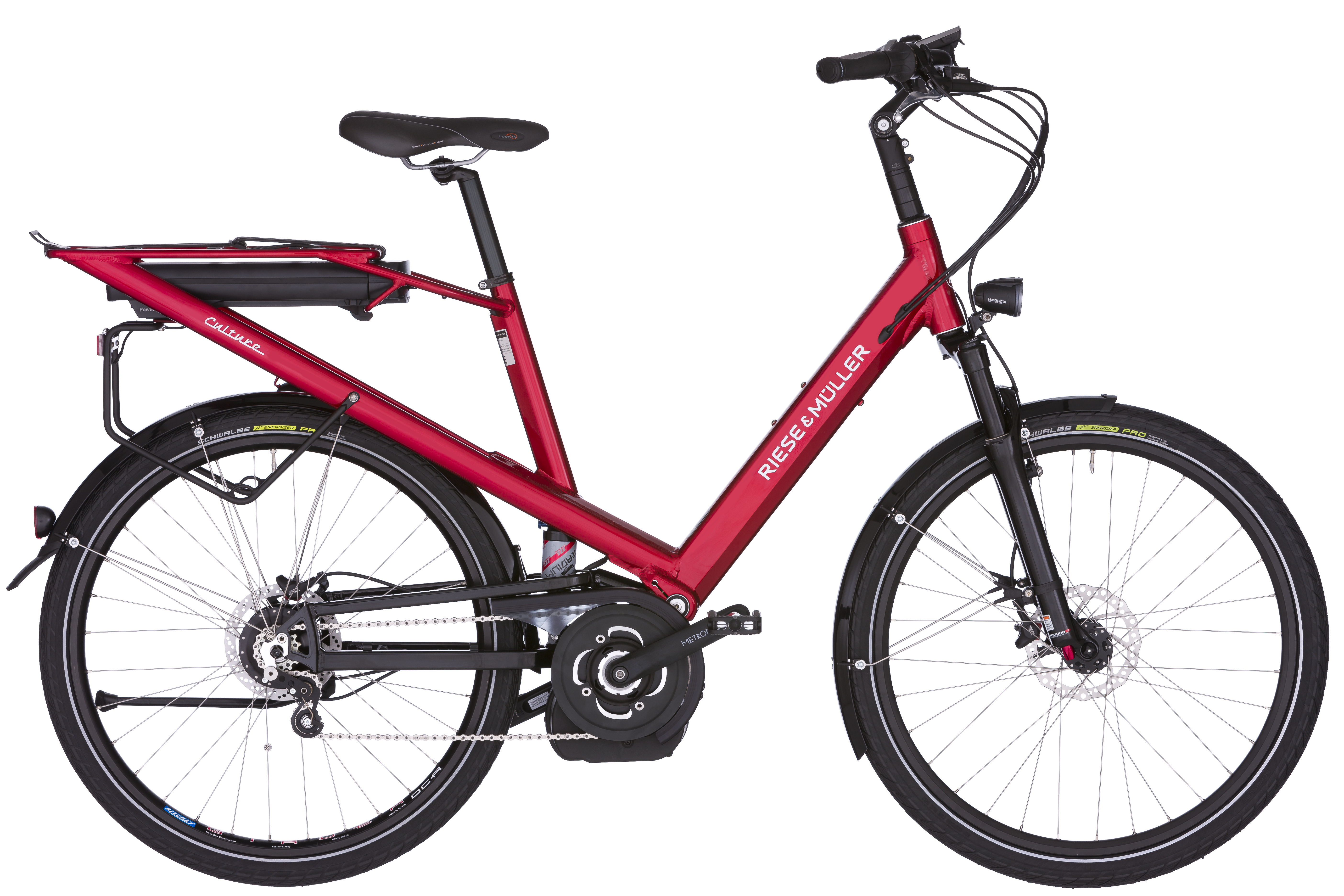
Culture Hybrid Rohloff, Modelljahr 2013
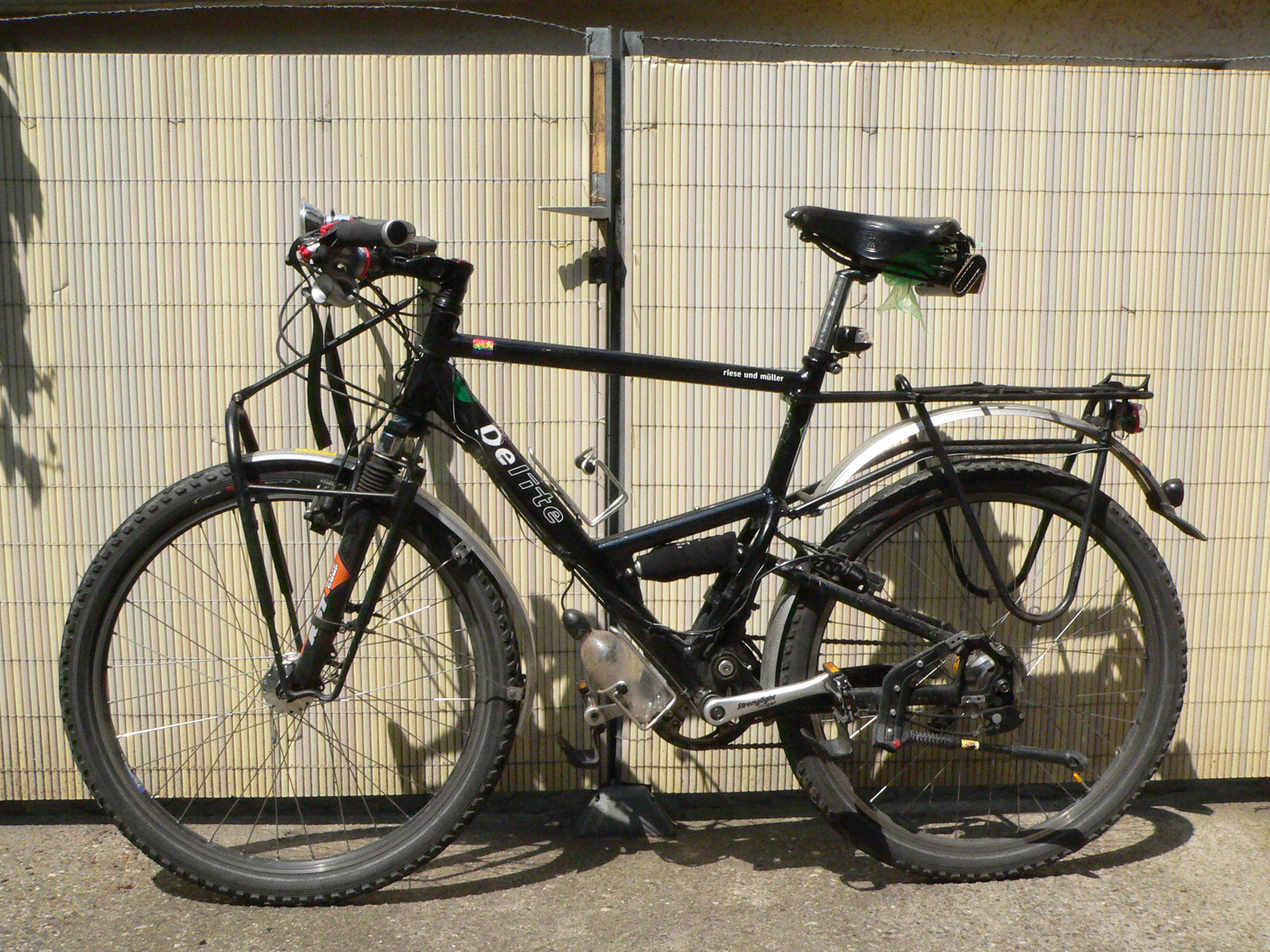
Delite Black
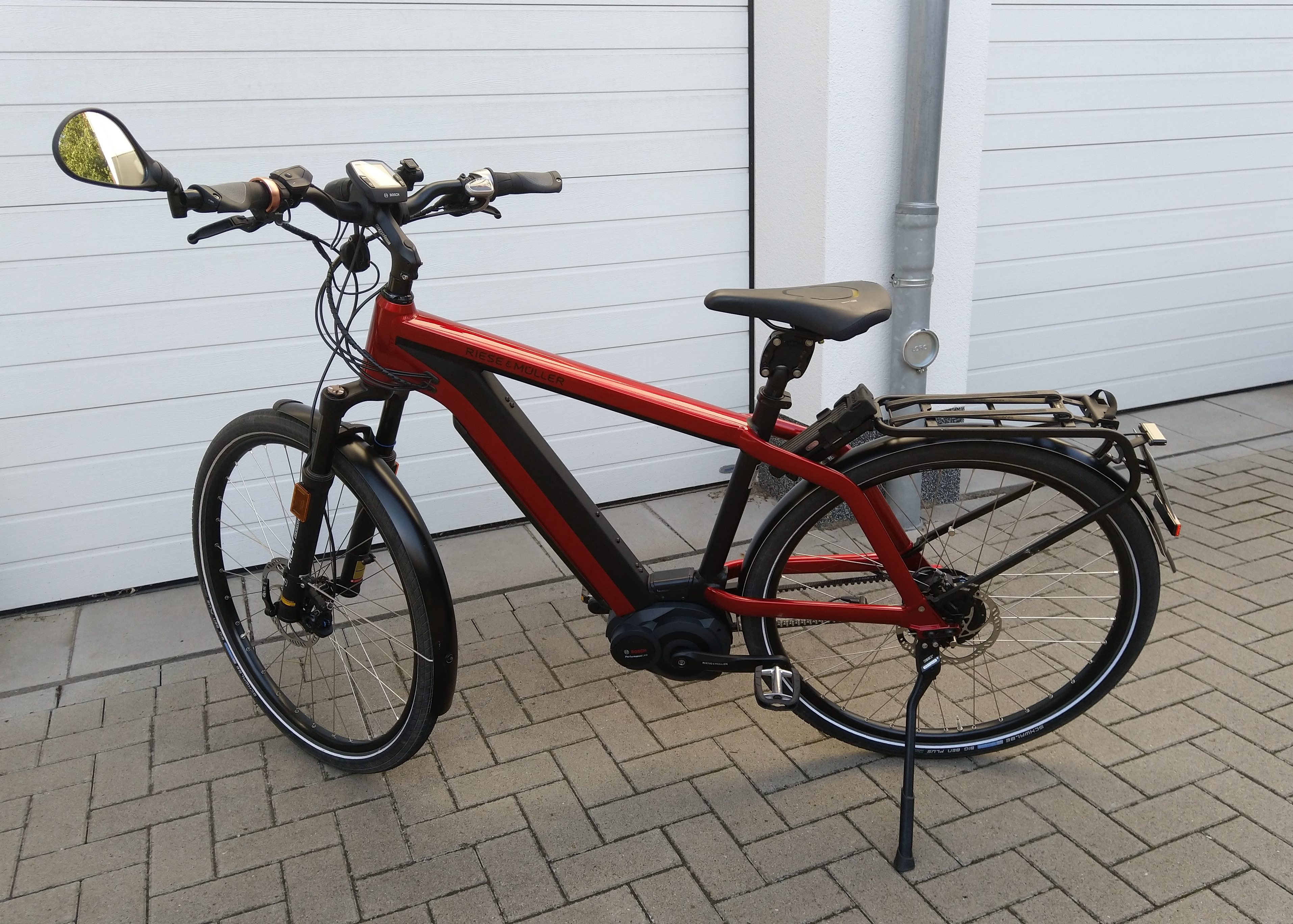
New Charger NuVinci Rot
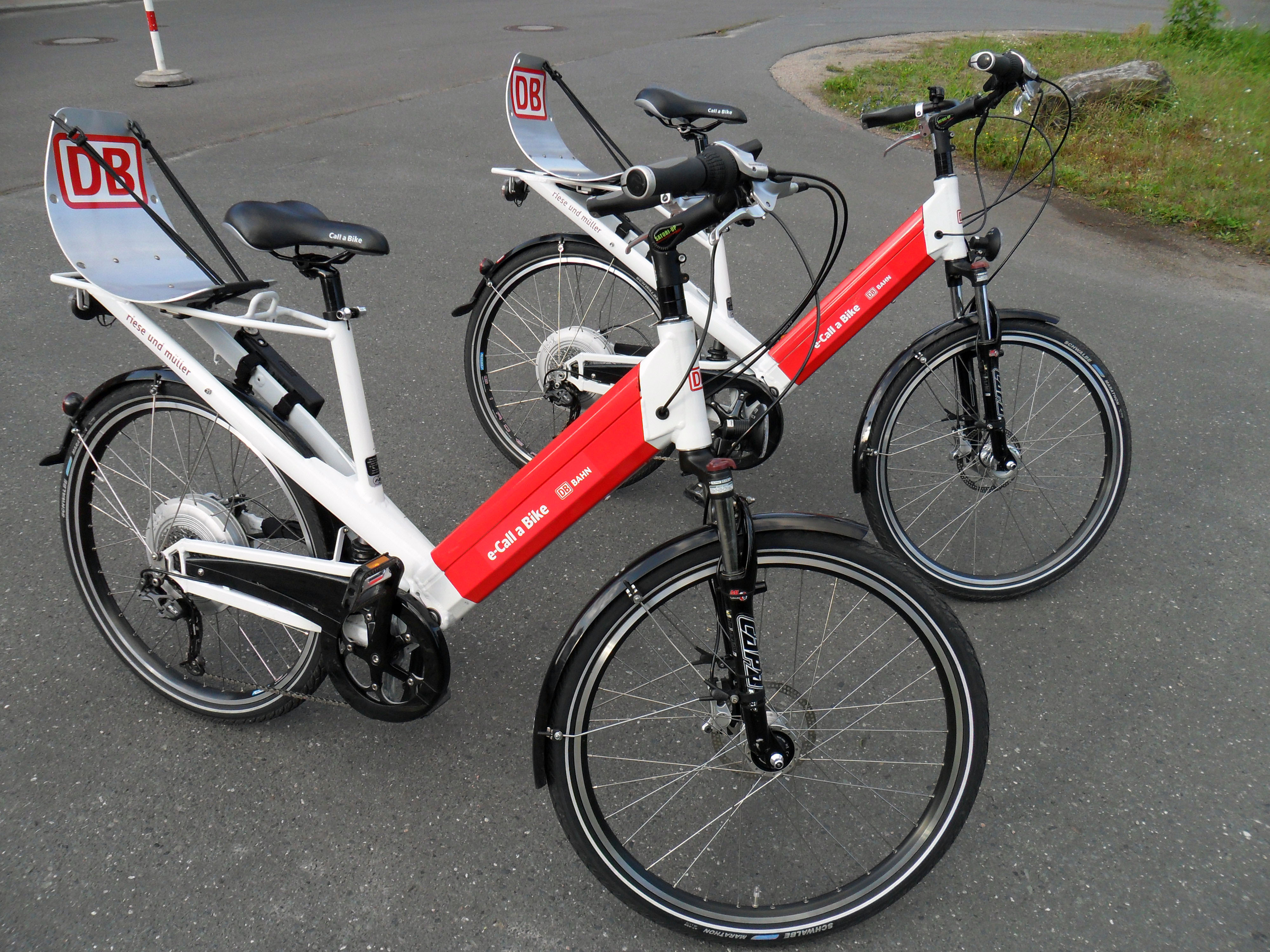
E-Call a Bike Pedelec der Deutschen Bahn

## Sonstiges
Seit dem 24. Mai 2003 hält Markus Riese den Weltrekord im 1-Stunde-Rückwärts-Radfahren mit einer Strecke von 29,1 km und im 50-km-Rückwärts-Radfahren mit 1:46:59 Stunden.

## Sponsoring
- Martina Hofmann und Harald Hanek, „Zu zweit um die halbe Welt“
- Mike Fuchs & Team, Ojos del Salado by E-Bike